# Тимур Ходжа оглу
Тимур Ходжа оглу (тур. Timur Kocaoğlu; род. 31 мая 1947, Стамбул) — узбекский, американский, турецкий историк и политолог. Первый узбек, защитивший докторскую диссертацию в Колумбийском университете.

## Биография
Тимур Ходжа оглу родился в Стамбуле в 1947 году в семье одного из бывших лидеров Бухарской народной Республики Усмана Ходжаоглу.
Окончил факультет литературы Стамбульского университета, факультет турецкого языка и литературы в 1971 году.
Защитил две магистерские диссертации в Колумбийском университете (Нью-Йорк), Высшая школа искусств и наук, Отдел Ближневосточных Языковых Культур (MELAC) в 1977 году, а затем по политологии в 1979 году в Колумбийском университете, Школа международных исследований.
Защитил докторскую диссертацию по теме «Проблемы советских национальностей» в 1982 году в Колумбийском университете.
Работал на факультете турецкого языка и литературы Университета Мармара. Был преподавателем факультета естественных наук, гуманитарных наук и литературы Университета Коч.
Его учителем и научным руководителем был  американский историк Эдвард Оллворс.
В настоящее время Тимур Коджаоглу — профессор международных отношений в колледже им. Джеймса Мэдисона Мичиганского университета. Он также является заместителем директора Центра европейских, российских и евразийских исследований, а также координатором тюркских языков в Колледже искусств и литературы.
Долгосрочные интересы профессора Коджаоглу включают лингвистику, историю культуры, политику в Центральной Евразии, включая Центральную Азию, Афганистан, Турцию и Кавказ. Ранее он преподавал в Университете Мармара и Университете Коч в Стамбуле, Турция, а затем начал работать в Мичиганском университете с августа 2011 года.
Он является автором и редактором нескольких книг и научных статей по лингвистике, истории и политике на турецком и английском языках, включая «Реформационные движения и революции в Туркестане 1900—1924 годов» (SOTA Publications, 2001), «Карай: Тракайский диалект» (Lincon Europa Academic Publishers), 2006), а также глава «Прошлое как пролог? Оспаривание мифа о подчиненной, послушной женщине в мусульманской Центральной Евразии», книга «Гендерная политика в посткоммунистической Евразии», изд. Кэтрин О’Салливан и Линда Рачиоппи (издательство Мичиганского государственного университета, 2009). В настоящее время его исследования посвящены реформаторским движениям и конституционным идеям в мусульманской Центральной Евразии до советского периода между 1850 и 1923 годами.
Владеет английским, турецким, узбекским и персидскими языками.

## Теория бухарской нации
Тимур Ходжа оглу, говоря о национальном вопросе в Центральной Азии утверждал, что «до 1925 года в Бухарском государстве существовала единая бухарская национальность и нация восточного типа». По его мнению, в Бухарском эмирате существовало национальное самосознание бухарского народа («бухаралик»). В период руководства Узбекистана Ш.Рашидовым, академиком М.Нурмухамедовым эта концепция была подвергнута критике, потому что она противоречила историческим источникам и вносила раздор в единство узбеков Узбекистана, деля их на бухарцев, хорезмийцев, кокандцев и т. д..
По словам Тимура Ходжаоглу, его отец Усман Ходжаев называл себя или бухарцем или туркестанцем, но никак не узбеком. Из беседы М.Каримовой с Т. Ходжаоглу в июле 2008 г. в Стамбуле.